# Masacre de Aztra
La masacre de Aztra fue una matanza de trabajadores perpetrada por la Policía Nacional del Ecuador el 18 de octubre de 1977 en el Ingenio  Azucarera Tropical Americana Aztra, ubicado en el cantón La Troncal, provincia de Cañar. Aunque todavía se discute el número de muertos, de manera general se afirma que la masacre dejó un saldo de más de cien trabajadores asesinados, en su mayoría indígenas, y se produjo luego de que los trabajadores del ingenio iniciaran una huelga para exigir mejoras salariales.
Los responsables de la masacre nunca fueron juzgados y los hechos quedaron en la impunidad.
La matanza fue el principal motivador de la creación de la Comisión Ecuménica de Derechos Humanos. Los hechos alrededor de la misma fueron además llevados al teatro en 2016 en la obra Tazas rosas de té, escrita por la dramaturga ecuatoriana Gabriela Ponce como forma de rescatar la memoria de las víctimas de la masacre.

## Antecedentes
Durante los años previos a la masacre, la dictadura del Consejo Supremo de Gobierno inició una serie de reformas contra los sindicatos y contra varias reivindicaciones obreras. Entre ellas, se aprobó una ley de seguridad nacional que declaraba las huelgas ilegales y las equiparaba con movimientos subversivos, se declaró ilegal al Frente Unitario de Trabajadores (FUT) y se encarceló a dirigentes de la Unión Nacional de Educadores y de la Federación de Estudiantes Secundarios del Ecuador.
En 1976, los trabajadores del ingenio Aztra, una hacienda azucarera que pertenecía en un 90% al Estado, lograron que se incluyera en su contrato colectivo una cláusula que indicaba que recibirían el 20% de cualquier alza realizada al precio del azúcar. Luego de que la dictadura militar anunciara el alza del quintal de azúcar de 220 a 300 sucres, se emitió en septiembre de 1977 un decreto que eliminaba de forma unilateral la cláusula que daba participación de las ganancias del alza a los trabajadores.
Durante las primeras horas del 18 de octubre de 1977, cerca de 2000 trabajadores entraron en huelga y ocuparon las instalaciones del ingenio como forma de exigir el pago del proporcional correspondiente por el alza al precio del azúcar. A lo largo del día fueron sumándose las esposas y hijos de los trabajadores, quienes llegaron al ingenio para traer comida a los huelguistas.

## La masacre
La tarde del 18 de octubre de 1977, los oficiales Eduardo Díaz y Lenin Cruz llegaron al ingenio Aztra al mando de un contingente de cien policías desde la ciudad de Babahoyo. Una vez en el lugar anunciaron por medio de un altoparlante que daban un ultimátum de dos minutos para que los trabajadores y sus familiares abandonaran las instalaciones del ingenio, los mismos que en ese momento se encontraban cenando. Cuando los trabajadores se negaron y mostraron sus machetes en señal de resistencia, los policías abrieron fuego contra los presentes, lo que produjo una estampida de personas que intentaban escapar en medio de detonaciones de bombas lacrimógenas lanzadas por la policía.
Pobladores de La Troncal arribaron al lugar luego de que llegaran noticias de la masacre, pero la policía también abrió fuego contra ellos.
La masacre duró alrededor de tres horas y una vez finalizada, el mayor Eduardo Díaz envió un comunicado a su superior en que señalaba: "La orden ha sido cumplida a cabalidad". Durante los días posteriores, la dictadura del Consejo Supremo de Gobierno de Ecuador intentó culpar de la matanza a los propios dirigentes de la huelga y los acusó de formar parte de un complot terrorista internacional. Muchos de los cadáveres de los trabajadores asesinados y sus familiares, entre ellos mujeres y niños, nunca fueron encontrados. De acuerdo a los pobladores de La Troncal, algunos de los cadáveres desaparecidos habrían sido lanzados a las calderas del ingenio.
El hecho produjo protestas a nivel nacional. Las mismas fueron reprimidas por la dictadura militar, que encarceló a protestantes y allanó las instalaciones de la Universidad de Guayaquil.